# Trachypithecus barbei
El langur o lutung de Tenasserim (Trachypithecus barbei) es una especie de primate catarrino de la familia Cercopithecidae que habita en Birmania y Tailandia. Su nombre común proviene de los montes Tenasserim.